# Ceanothus spinosus
Ceanothus spinosus är en brakvedsväxtart som beskrevs av Thomas Nuttall. Ceanothus spinosus ingår i släktet Ceanothus och familjen brakvedsväxter. Inga underarter finns listade i Catalogue of Life.